# Joe Rafferty
Joseph Gerard Rafferty, detto Joe (Liverpool, 6 ottobre 1993), è un calciatore inglese naturalizzato irlandese, difensore del Rotherham Utd.

## Caratteristiche tecniche
È un terzino destro.

## Carriera

### Club
Cresciuto nel settore giovanile del Liverpool, dove percorre tutta la trafila delle giovanili a partire dal 2003, nel 2012 viene ceduto a titolo definitivo al Rochdale militante in Football League Two;  debutta fra i professionisti il 4 settembre in occasione dell'incontro di Football League Trophy vinto ai rigori contro il Fleetwood Town. Entro poco tempo ottiene un posto nell'undici titolare del club biancoblù, di cui diventerà una bandiera con oltre 250 presenze fra terza e quarta divisione inglese nell'arco di sette stagioni, ottenendo una promozione al termine della stagione 2013-2014.
Il 23 gennaio 2019 viene ceduto al Preston N.E. a titolo definitivo; gioca il suo primo incontro di Championship il 9 marzo, nella trasferta vinta 1-0 contro il Blackburn.

### Nazionale
Ha giocato nelle nazionali giovanili irlandesi Under-18 ed Under-19.

## Statistiche
Statistiche aggiornate al 12 febbraio 2021.

### Presenze e reti nei club
| Stagione            | Squadra             | Campionato          | Campionato | Campionato | Coppe nazionali | Coppe nazionali | Coppe nazionali | Coppe continentali | Coppe continentali | Coppe continentali | Altre coppe | Altre coppe | Altre coppe | Totale | Totale | Totale |
| Stagione            | Squadra             | Comp                | Pres       | Reti       | Comp            | Pres            | Reti            | Comp               | Pres               | Reti               | Comp        | Pres        | Reti        | Pres   | Reti   |        |
| ------------------- | ------------------- | ------------------- | ---------- | ---------- | --------------- | --------------- | --------------- | ------------------ | ------------------ | ------------------ | ----------- | ----------- | ----------- | ------ | ------ | ------ |
| 2012-2013           | Rochdale            | FL2                 | 21         | 0          | FACup+CdL       | 0               | 0               |                    | -                  | -                  | EFL Trophy  | 2           | 0           | 23     | 0      |        |
| 2013-2014           | Rochdale            | FL2                 | 31         | 0          | FACup+CdL       | 1+1             | 0               |                    | -                  | -                  | EFL Trophy  | 1           | 1           | 34     | 1      |        |
| 2014-2015           | Rochdale            | FL1                 | 31         | 1          | FACup+CdL       | 5+1             | 0               |                    | -                  | -                  | EFL Trophy  | 2           | 0           | 39     | 1      |        |
| 2015-2016           | Rochdale            | FL1                 | 31         | 1          | FACup+CdL       | 0+2             | 0               |                    | -                  | -                  | EFL Trophy  | 0           | 0           | 33     | 1      |        |
| 2016-2017           | Rochdale            | FL1                 | 40         | 0          | FACup+CdL       | 5+2             | 0               |                    | -                  | -                  | EFL Trophy  | 3           | 0           | 50     | 0      |        |
| 2017-2018           | Rochdale            | FL1                 | 33         | 1          | FACup+CdL       | 6+2             | 0               |                    | -                  | -                  | EFL Trophy  | 4           | 0           | 45     | 1      |        |
| 2018-gen. 2019      | Rochdale            | FL1                 | 27         | 0          | FACup+CdL       | 2+2             | 0               |                    | -                  | -                  | EFL Trophy  | 2           | 1           | 33     | 1      |        |
| Totale Rochdale     | Totale Rochdale     | Totale Rochdale     | 214        | 3          |                 | 29              | 0               |                    | -                  | -                  |             | 14          | 2           | 257    | 5      |        |
| gen.-giu. 2019      | Preston N.E.        | FLC                 | 6          | 0          | FACup+CdL       | 0               | 0               |                    | -                  | -                  |             | -           | -           | 6      | 0      |        |
| 2019-2020           | Preston N.E.        | FLC                 | 29         | 1          | FACup+CdL       | 1+3             | 0               |                    | -                  | -                  |             | -           | -           | 29     | 1      |        |
| 2020-2021           | Preston N.E.        | FLC                 | 19         | 0          | FACup+CdL       | 1+3             | 0               |                    | -                  | -                  |             | -           | -           | 19     | 0      |        |
| Totale Preston N.E. | Totale Preston N.E. | Totale Preston N.E. | 54         | 1          |                 | 8               | 0               |                    | -                  | -                  |             | -           | -           | 62     | 1      |        |
| Totale carriera     | Totale carriera     | Totale carriera     | 268        | 4          |                 | 37              | 0               |                    | -                  | -                  |             | 14          | 2           | 319    | 6      |        |

## Palmarès

### Club

#### Competizioni nazionali
- Football League One: 1

Portsmouth: 2023-2024